# 根室郵便局
根室郵便局（ねむろゆうびんきょく）は北海道根室市にある郵便局。民営化前の分類では集配普通郵便局であった。

## 概要
住所：〒087-8799 北海道根室市本町4-41-2

## 沿革
- 1875年（明治8年）1月22日 - 根室郵便局（五等）として梅ヶ枝町二番地にて開設[1][2]。
- 1880年（明治13年）12月25日 - 為替取扱を開始[3]。
- 1881年（明治14年）
  - 7月11日 - 貯金事務を開始[4]。
  - 7月20日 - 二等局に昇格する[4]。
- 1882年（明治15年）2月8日 - 貯金取扱を開始。
- 1885年（明治18年）
  - 8月1日 - 官吏派遣局となる[5]。
  - 同年中 - 電信取扱を開始。
- 1886年（明治19年）1月4日 - 電信為替事務開始[6]。
- 1888年（明治21年）2月1日 - 電信局と合併し根室郵便電信局となる[7]。
- 1893年（明治26年）
  - 2月1日 - 小包事務開始[8]。
  - 11月4日 - 一等局より二等局に改定[9]。
- 1903年（明治36年）4月1日 - 通信官署官制の施行に伴い、根室郵便局となる[10]。
- 1947年（昭和22年）12月11日 - 四課制になる[11]。
- 1948年（昭和23年）11月11日 - 根室緑町郵便局の廃止に伴い、取扱業務を承継[12]。
- 1964年（昭和39年）5月1日 - 電話通話事務および和文電報受付事務を開始[13]。
- 1969年（昭和44年）11月24日 - 局舎新築落成[14]。
- 1978年（昭和53年）7月30日 - 和田郵便局の廃止[15]に伴い、電気通信関連以外の業務[16]を承継。
- 1994年（平成6年）7月1日 - 外国通貨の両替および旅行小切手の売買に関する業務取扱を開始。
- 2006年（平成18年）9月19日 - 歯舞郵便局および落石郵便局から集配業務を移管[17]。
- 2007年（平成19年）10月1日 - 民営化に伴い、併設された郵便事業根室支店に一部業務を移管。
- 2012年（平成24年）10月1日 - 日本郵便株式会社の発足に伴い、郵便事業根室支店を根室郵便局に統合。

## 取扱内容
- 郵便、印紙、ゆうパック、内容証明
- 貯金、為替、振替、振込、国際送金、外貨両替・トラベラーズチェック、国債、投資信託
- 生命保険、バイク自賠責保険、自動車保険、がん保険、引受条件緩和型医療保険
- ゆうちょ銀行ATM
- 根室市内の一部地域の集配業務
- ゆうゆう窓口

## 周辺
- 根室市役所
- 北海道庁 根室振興局
- 根室警察署
- 根室港
- 大地みらい信用金庫本店
- 国道44号

## アクセス
- JR根室本線 根室駅から徒歩約18分
- 根室交通バス 郵便局前停留所下車
- 駐車場あり：4台